# Haematopota inornata
Haematopota inornata är en tvåvingeart som beskrevs av Austen 1908. Haematopota inornata ingår i släktet Haematopota och familjen bromsar.
Artens utbredningsområde är Kongo. Inga underarter finns listade i Catalogue of Life.